# Saurauia altiterra
Saurauia altiterra är en tvåhjärtbladig växtart som beskrevs av P. van Royen. Saurauia altiterra ingår i släktet Saurauia och familjen Actinidiaceae. Inga underarter finns listade i Catalogue of Life.